# John Clegg
John Clegg (ur. 9 lipca 1934 w Murree, zm. 2 sierpnia 2024) – brytyjski aktor teatralny, telewizyjny i filmowy, najszerzej znany ze swoich występów w serialach komediowych Davida Crofta.

## Życiorys
W telewizji zadebiutował w 1961 rolą w serialu kryminalnym Dixon of Dock Green. W 1972 po raz pierwszy wystąpił u Davida Crofta, pojawiając się gościnnie w Armii tatuśka. W latach 1974 i 1975 dwukrotnie gościł też – jako dwie różne postacie – w Are You Being Served?. Swoją największą i najbardziej znaną rolę telewizyjną otrzymał w 1974, kiedy to znalazł w stałej obsadzie serialu It Ain’t Half Hot Mum, z którym był związany przez cały jego siedmioletni okres emisji. Wcielał się tam w postać szeregowca Grahama, znakomicie wykształconego mężczyzny w średnim wieku, który w czasie II wojny światowej zostaje zmobilizowany i trafia do polowego zespołu artystycznego, gdzie jest pianistą. Sam Clegg nie umiał grać na fortepianie i wszystkie utwory wykonywał z playbacku.
W późniejszych latach występował jeszcze w kilkunastu serialach telewizyjnych, głównie w gościnnych rolach. Pojawił się m.in. w siedmiu odcinkach telenoweli Crossroads, dwóch odcinkach Pan wzywał, milordzie? oraz w jednej z odsłon Jasia Fasoli. Pozostał również aktywny w teatrze.

## Życie prywatne
W latach 1959–2006 był mężem starszej od niego o 20 lat aktorki Mavis Pugh. Od jej śmierci w 2006 roku pozostawał wdowcem.